# 莒照小片
莒照小片，是汉语官话方言胶辽官话青莱片的一个片区（原属冀鲁官话沧惠片），主要分布于山东省莒县、莒南县、日照市（东港区、岚山区）和江苏省赣榆县部分地区。 五莲县虽属日照市，但其方言属于胶辽官话青岛（胶莲）小片。

## 发音特点
清声母入声字多归阴平（其中归阴平的比率由该片西南部的莒南到该片东、北部的莒县及日照北部逐渐降低）、通摄舒声与曾梗摄舒声合并、古止摄以外的日母字读零声母，其他小片清声母入声字多归上声。

## 词汇
因为处于胶辽官话、中原官话、冀鲁官话与江淮官话的交汇处，所以该小片方言用词也同时具有这四大方言区的特点，并且该小片内部不同地区的用词也较大差异；总体来说，该片方言在使用与青岛及其附近地区相似的方言用词的同时也使用一定数量的临沂市区及其附近地区的方言用词。